# Vicente Iturat
Pour les articles homonymes, voir Iturat et Gil.
Vicente Iturat Gil, né le 22 août 1928 à Alcalà de Xivert et mort le 18 août 2017 à Vilanova i la Geltrú, est un coureur cycliste espagnol.

## Palmarès

### Palmarès année par année
- 1951
  - 3e du championnat d'Espagne indépendants
- 1952
  - 2e du GP Pascuas
- 1953
  - Gran Premio de la Bicicleta Eibarresa
  - 4e et 6e étapes du Tour des Asturies
  - 2e du Trofeo Masferrer
  - 2e du GP Pascuas
  - 3e du Tour des Asturies
- 1954
  - 4e étape du Tour du Levant
  - 2e du Tour du Levant
  - 3e du Gran Premio Martorell
- 1955
  - GP Pascuas
  - 8e étape du Tour d'Espagne
  - 3e étape du Tour de Catalogne
  - 2e du Trofeo Masferrer
  - 2e du Gran Premio de la Bicicleta Eibarresa
  - 3e du Gran Premio Martorell
  - 5e du Tour d'Espagne
- 1956
  - 4e étape du Tour du Levant
  - 1re étape du Tour de l'Ariège
  - 5e étape du Tour de Catalogne
  - 2e du Campeonato Vasco-Navarro de Montaña
  - 2e du Tour de Catalogne
- 1957
  - Trofeo Masferrer
  -  Classement par points du Tour d'Espagne
  - Barcelona-Vilada
  - 3e et 6e étapes du Tour du Sud-Ouest de l'Espagne
  - 3e du Campeonato Vasco-Navarro de Montaña
- 1958
  - 4e étape du Tour de Catalogne
- 1959
  - 1re et 8e étapes du Tour d'Andalousie
  - 3e étape du Tour d'Espagne
- 1960
  - 11e étape du Tour d'Espagne
- 1961
  - GP Pascuas
  - 3e étape du Tour d'Espagne
  - 6e du Tour d'Espagne
- 1962
  - 2e étape du Gran Premio de la Bicicleta Eibarresa

### Résultats sur les grands tours

#### Tour de France
2 participations 
- 1953 : hors délais (18e étape)
- 1961 : 69e

#### Tour d'Italie
3 participations 
- 1955 : 32e
- 1957 : abandon
- 1958 : 53e

#### Tour d'Espagne
8 participations 
- 1955 : 5e, vainqueur de la 8e étape
- 1956 : 23e
- 1957 : 12e,  vainqueur du classement par points
- 1958 : 17e,  vainqueur du classement des étapes volantes
- 1959 : 38e, vainqueur de la 3e étape,  vainqueur du classement des étapes volantes
- 1960 : hors délais (15e étape),  vainqueur de la 11e étape, vainqueur du classement des étapes volantes
- 1961 : 6e, vainqueur de la 3e étape,  vainqueur classement des étapes volantes
- 1962 : 40e